# The Defiled
The Defiled est un groupe britannique de punk hardcore et heavy metal, originaire de Londres. Ils ont été décrits par le magazine Kerrang! comme « les sauveurs du metal britannique » et défendus par Metal Hammer comme l'un des leaders de la nouvelle vague de métal britannique avec des groupes tels que While She Sleeps, Bury Tomorrow et Devil Sold His Soul. Le groupe s'est construit une base de fans en faisant la première partie de groupes tels que Murderdolls, Static-X, Godsmack, Deathstars et Motionless in White, et en jouant aux festivals Bloodstock, Download et Sonisphere.

## Histoire

### Débuts (2005-2011)
Le groupe est formé en 2005 et s'embarque rapidement dans un certain nombre de tournées au début de leur carrière, dont la deuxième, intitulée The Black Death Tour, qui s'est achevée par un concert à guichets fermés au Underworld de Londres.
Avec une série de démos recherchées qui s'échangent entre les fans, le groupe sort son premier EP (1888) en 2009, et publie son album studio Grave Times gratuitement, dans le numéro de janvier de Metal Hammer. L'édition Deluxe de l'album (incluant un disque bonus), qui a eu plus de précommandes que Rob Zombie et Foo Fighters et qui inclut l'EP 1888 ReWorks et 2 clips, sort le 14 février 2011. The Defiled a été la tête d'affiche de la scène Jägermeister au Sonisphere en juillet 2011 et ouvre la scène principale du Bloodstock Open Air en août de la même année. Ils sont nommés pour le prix du meilleur nouveau groupe britannique lors des Metal Hammer 2011 Golden Gods awards.

### Nuclear Blast et séparation (2012-2016)
En 2012, The Defiled fait la première partie du Jägermeister Music Tour 2012 à la Brixton Academy, en première partie de Black Spiders, Therapy? et Skindred et se produit à South by Southwest dans un Metal Hammer Showcase, ainsi que sur la Troisième scène du Download Festival 2012.
Le 7 mars 2012 voit l'accueil officiel de Paul « Needles » White, le 12e batteur du groupe, en remplacement de J.C. En juin 2012, ils remportent le prix du meilleur nouveau groupe aux Metal Hammer Golden Gods awards.
Le groupe ouvre une campagne PledgeMusic pour aider au financement de leur deuxième album, enregistré en Floride avec le producteur Jason Suecof. La campagne atteint son objectif avec plus d'une semaine à faire. Pour accompagner l'album, The Defiled sort également un album live de Grave Times interprété dans son intégralité. The Defiled assure la première partie de la tournée européenne de DragonForce et d'Alestorm au Royaume-Uni et en Irlande à l'automne 2012. En novembre 2012, ils sont annoncés pour le Jägermeister UK Music Tour 2013, en première partie de Gojira et de Ghost. De février à mars 2013, ils assurent la première partie de Bury Tomorrow lors de leur première tournée européenne en tête d'affiche. Le 12 mars 2013, Daniel P. Carter présente en avant-première une nouvelle chanson, Sleeper, sur BBC Radio One. Le 15 mars, ils annoncent leur signature avec Nuclear Blast pour sortir leur deuxième album, Daggers. En mai 2013, The Defiled commence à donner des concerts intimes dans le sud du Royaume-Uni, mais élargit ensuite es dates en faisant une tournée complète au Royaume-Uni, y compris un créneau au Crooked Ways Festival. Le 21 juin, à la veille de leur toute première tournée américaine avec Davey Suicide et The Bunny the Bear (qui incluait une performance sur l'étape de Saint-Pétersbourg du Vans Warped Tour), ils sortent leur album Grave Times Live.
En septembre 2013, The Defiled tourne aux côtés de Glamour of the Kill en première partie de Motionless in White lors de leur Infamous UK Tour 2013. En février 2014, le groupe s'embarque pour une tournée britannique avec en première partie Butcher Babies et The Killing Lights.
En juillet 2014, Aaron Curse quitte le groupe. En septembre 2014, le quatuor s'est rendu au Groenland pour filmer un live sur un iceberg, jouant un set de 30 minutes qui comprenait des chansons de leur dernier album Daggers. Ils sont ainsi devenus le premier groupe à jouer sur un iceberg flottant librement. Ils effectuent une tournée européenne en mai 2016 avec In This Moment et aussi leur propre tournée en tête d'affiche appelée Running in Cirles, ils avaient aussi un EP/album prévu pour 2016.
Le 18 mars 2016, le groupe annonce sa séparation via sa page Facebook. Stitch D vit maintenant en Amérique et dirige le groupe Lowlives sous le nom de scène Lee Villain. Alex Avdis joue maintenant dans Red Method avec des membres du groupe gibraltarien Meta-Stasis.

## Membres

### Derniers membres
- Stitch D – chant, guitare (2005–2016)
- The AvD – programmation, synthétiseur, claviers, chœurs (2005–2016), batterie (2005–2008)
- Vincent Hyde – basse (2010–2016)
- Paul « Needles » White – batterie (2012–2016)

### Anciens membres
- Aaron Curse – guitare (2005–2014)
- Drex Exel – basse (2005–2010)[8]
- J.C – batterie, percussions (2008–2012)

## Discographie

### Albums studio
- 2011 : Grave Times
- 2013 : Daggers

### EP
- 2009 : 1888

### Albums live
- 2013 : Grave Times Live